# Атіліо Анчета
Атіліо Анчета (ісп. Atilio Ancheta; нар. 19 липня 1948, Флорида) — уругвайський футболіст, що грав на позиції захисника.

## Клубна кар'єра
Атіліо Анчета почав грати в футбол в місцевій футбольній команді Сан Лоренсо (Флорида). У 1966 році він став гравцем команди «Насьйональ», де провів понад 5 років. За цей у складі команди він виборював титул чемпіону Уругваю три рази (у 1969, 1970 та у 1971 роках).
З 1971 по 1980 роки Атіліо Анчета грає за бразильський Греміо, у складі якого він став двічі ставав чемпіоном Ліга Гаушу штату Ріу-Гранді-ду-Сул (Бразилія) у 1977 та у 1979 роках. У 1973 році уругвайця було відзначено титулом найкращого гравця чемпіонату Бразилії. Золотий м'яч Анчета поділив з аргентинським гравцем Агустином Сехасом. Загалом за Греміо Атіліо Анчета зіграв 427 матчі, в яких відзначився 29 голами.
Після двох років проведених у складі Мільйонаріос (Колумбія) у 1981 році Анчета повернувся до рідного клубу «Насьйональ», де й завершив футбольну кар'єру у 1983 році. Загалом за весь час гри за «Насьйональ» він провів 35 матчів, в яких забив 2 голи.

## Виступи за збірну
У складі національної збірної Уругваю з футболу з 1969 по 1971 роки провів 20 матчі та відзначився одним голом. Під час гри Анчета у складі національної команди, збірна Уругваю здобула почесне четверте місце на Чемпіонаті світу в Мексиці, а сам гравець здобув титул найкращого захисника чемпіонату світу 1970 року та потрапив до символічної збірної зірок All Star Team 1970 року.

## Досягнення
«Насьйональ»
- Прімера Дивізіон Уругваю
  -  Чемпіон (3): 1969, 1970, 1971
- Кубок Лібертадорес
  -  Фіналіст: 1971

«Греміо»
- Ліга Гаушу
  -  Чемпіон (3): 1977, 1979